# Вурунсему
Вурунсему (или Вурусему) — «богиня солнца города Аринна», супруга бога грозы Тару, мать богинь Мецуллы и Хулла, мать бога грозы города Нерик, бабушка богини Цинтухи. Первоначально была богиней у хаттов, а после захвата их страны хеттами была принята последними в их религиозный пантеон.
Вурунсему покровительствовала праздникам в честь царей.
Упоминается в ритуалах почитания бога грозы.
XVII веком до н. э. датируются упоминания в летописях царя Хаттусили I.
XIII веком до н. э. датируются упоминания в летописях царя Хаттусили III.
Есть некоторые основания предполагать, что богиня Вурунсему тождественна с хурритской богиней Хебат.